# همه‌چیز درست می‌شود
همه چیز درست می‌شود (انگلیسی: Every Thing Will Be Fine) فیلمی در ژانر درام به کارگردانی ویم وندرس است. از بازیگران آن می‌توان به جیمز فرانکو، شارلوت گنزبور، ریچل مک‌آدامز، ماری-ژوزه کروز و رابرت نیلور اشاره کرد. این فیلم تولید مشترک آلمان، کانادا، فرانسه، سوئد و نروژ است.

## داستان
این فیلم دربارهٔ نویسنده‌ای به نام توماس (فرانکو) است که در یک سانحه رانندگی کودکی را به قتل می‌رساند. او هرچند در این حادثه مقصر نیست، اما این سانحه زندگی عاطفی او را تحت تأثیر قرار می‌دهد و سرنوشتش را دگرگون می‌کند. فیلم زندگی توماس را در ۱۲ سال دنبال می‌کند و به مضامینی چون گناه و جستجو برای بخشش می‌پردازد.